# Afanasij Mielniczenko
Afanasij Kondratjewicz Mielniczenko (ros. Афанасий Кондратьевич Мельниченко, ur. 22 lipca 1923 we wsi Łozowatka w obwodzie kirowohradzkim, zm. 6 października 2008 w Moskwie) – radziecki działacz państwowy i partyjny narodowości ukraińskiej.

## Życiorys
Od 1940 pracował jako asystent w aptece, później kierował apteką, od 1941 służył w Armii Czerwonej kolejno jako dowódca plutonu, dowódca kompanii i szef sztabu batalionu na Froncie Briańskim i Froncie Wołchowskim. Od 1943 należał do WKP(b), 1944-1945 kierował obwodowym zarządem aptekarskim w Kirowohradzie, potem w Kamieńcu Podolskim, 1950 zaocznie ukończył Odeski Instytut Farmaceutyczny, potem został kandydatem nauk farmaceutycznych. Od 1952 kierował oddziałem sieci aptekarskiej, potem był zastępcą szefa Głównego Zarządu Aptekarskiego i sekretarzem komitetu partyjnego Ministerstwa Ochrony Zdrowia ZSRR, 1959-1964 był dyrektorem Centralnego Naukowo-Badawczego Instytutu Aptekarskiego. W latach 1964–1968 pełnił funkcję I sekretarza Lenińskiego Komitetu Rejonowego KPZR w Moskwie, 1968-1970 kierował Wydziałem Nauki i Wyższych Uczelni Moskiewskiego Komitetu Miejskiego KPZR, 1970-1975 był zastępcą przewodniczącego Komitetu Wykonawczego Moskiewskiej Rady Miejskiej. Od maja 1975 do grudnia 1985 był ministrem przemysłu medycznego ZSRR, od 5 marca 1976 do 25 lutego 1986 członkiem Centralnej Komisji Rewizyjnej KPZR, w grudniu 1985 przeszedł na emeryturę. Deputowany do Rady Najwyższej ZSRR 10 i 11 kadencji.

## Odznaczenia
- Order Rewolucji Październikowej
- Order Czerwonego Sztandaru Pracy
- Order Wojny Ojczyźnianej I klasy
- Order Czerwonej Gwiazdy
- Order „Znak Honoru”